# Kapići
Kapići falu Bosznia-Hercegovinában, a Bosznia-hercegovinai Föderáció Una-Szanai kantonjában.

## Fekvése
Bosznia-Hercegovina északnyugati részén, Bihácstól légvonalban 17, közúton 28 km-re északra, Cazin központjától légvonalban 4, közúton 5 km-re nyugatra, a Čajin-patak völgye mellett fekvő erdős, dombos területen fekszik. Házai többnyire a Cazint Velika Kladušával összekötő főút mentén, kisebb részben szétszórtan, egy-egy csoportban helyezkednek el.

## Népessége
| Nemzetiségi csoport | Népesség 1991 | Népesség 2013 |
| ------------------- | ------------- | ------------- |
| Szerb               | 1             | 0             |
| Bosnyák             | 642           | 728           |
| Horvát              | 0             | 6             |
| Jugoszláv           | 0             | 0             |
| Egyéb               | 0             | 7             |
| Összesen            | 643           | 741           |